# Lightning LS-218 E

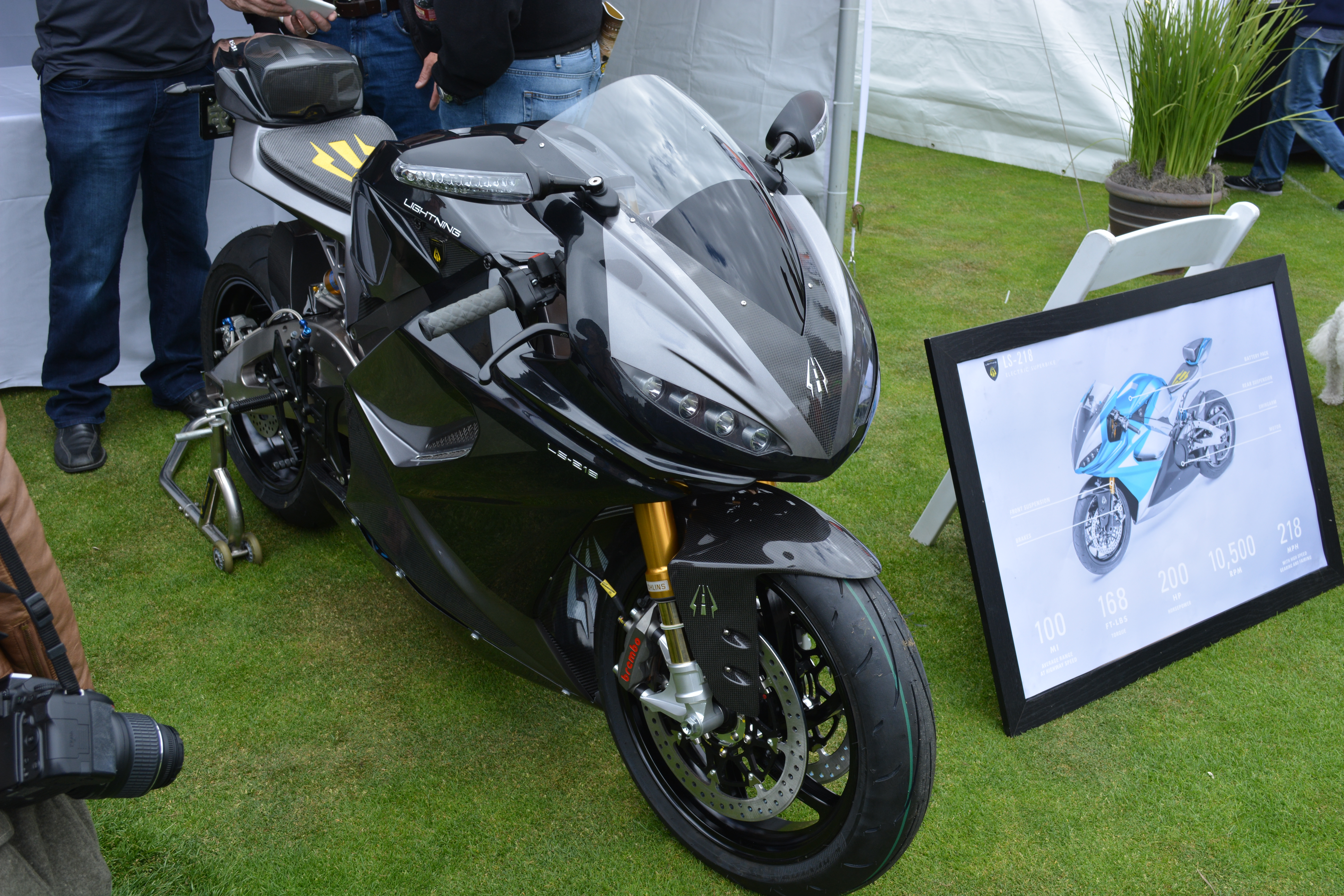
LS-218

La Lightning LS-218 E es una motocicleta eléctrica deportiva fabricada por la empresa estadounidense Lightning Motorcycles, con base en San Carlos. Alcanza una velocidad máxima de 350 km/h, por lo que es la motocicleta eléctrica de mayor velocidad máxima del mercado.
A principios de 2015 más de 200 clientes habían hecho una reserva. 

## Diseño
Construida en un chasis de fibra de carbono, monta un motor síncrono de imanes permanentes refrigerado por líquido que desarrolla 204 CV de potencia y un par motor de 228 N·m. La LS-218 E acelera de 0 a 100 km/h en menos de 3 segundos y tiene una velocidad máxima limitada electrónicamente de 350 km/h. La transmisión es de una sola velocidad.
Está equipada con horquillas Öhlins FGRT, llantas de magnesio Marchesini, frenos delanteros radiales Brembo y freno regenerativo programable.
Posee hasta tres configuraciones de baterías: la más pequeña es de 12 kWh que le proporciona una autonomía de 160 km en autopista; la intermedia es de 16 kWh y le proporciona 193 km en autopista; la más grande de 20 kWh le proporciona una autonomía de 257 km en autopista. Es, junto con la Mission R, la motocicleta eléctrica con más autonomía del mercado.
Con un cargador rápido o cargador de nivel 2, las recargas pueden durar desde 30 min hasta 120 min respectivamente.

## Producción
A finales de 2014 se entregaron a 5 clientes unidades de preproducción de evaluación. Posteriormente se iniciará el ensamblaje de las unidades a entregar a las más de 200 personas que han hecho su reserva.